# 익스트랙션 (2015년 영화)
《익스트랙션》(영어: Extraction)는 2015년 미국의 액션 스릴러 영화로, 스티븐 C. 밀러 감독이 연출하고 켈런 러츠, 브루스 윌리스, 지나 카라노, D. B. 스위니, 댄 빌저리언이 출연한다.

## 줄거리
2005년, CIA 비밀 요원 레너드 터너는 러시아 무기상들에게 납치되어 CIA 관련 정보를 요구받는다. 그는 탈출하여 동료에게 가족을 피신시키지만, 아내는 살해당한다. 레너드의 아들 해리는 아버지를 따라 CIA에 들어갔지만, 분석관으로만 머물게 된다. 
한편, 레너드는 '콘도르'라는 전 세계 통신망을 해킹할 수 있는 장치를 회수하는 임무를 맡지만, 무기상 드레이크 치부에 의해 납치당한다. CIA는 베테랑 요원 빅토리아 페어를 투입하지만, 해리는 이를 무시하고 독자적으로 움직이기 시작한다. 해리는 과거 연인이었던 빅토리아와 합류하여 드레이크를 추적하고, 그의 아지트인 나이트클럽에 침입한다. 
그 과정에서 레너드의 영상 메시지가 공개되고, CIA 내부에서는 해리가 배신했다는 의혹이 제기된다. 해리와 빅토리아는 드레이크를 쫓아 버려진 공장으로 향하고, 그곳에서 레너드를 만난다. 레너드는 사실 배신한 척하며 콘도르를 차지하려는 자들과 자신의 아내를 죽게 한 배후를 밝히기 위해 드레이크와 협력한 것이었다. 배후는 러시아 무기상들이었고, 레너드는 해리와 함께 그들을 제거한다. 
하지만 곧이어 레너드의 동료였던 켄 로버트슨이 배신자임이 드러나고 레너드를 죽인다. 빅토리아는 드레이크의 부하들과 싸우고, 해리는 로버트슨을 추격하여 죽인다. 해리는 콘도르를 회수하지만, 위험한 장치가 적의 손에 들어가지 않도록 파괴한다. 아버지의 죽음에 슬퍼한 해리는 빅토리아와 다시 연락하며 관계를 회복하고, 드레이크를 폭탄으로 제거하면서 복수를 마무리한다.

## 출연진
- 켈런 러츠 - 해리 터너
- 브루스 윌리스 - 레너드 터너
- 지나 카라노 - 빅토리아 페어
- D. B. 스위니 - 켄 로버트슨
- 댄 빌저리언 - 히긴스
- 스티브 콜터 - 시어도어 시터슨
- 크리스토퍼 롭 보언 - 닉 퍼비스
- 조슈아 미클 - 드레이크 시부
- 니컬러스 M. 로브 - 빈 시부
- 서머 올티스 - 드니즈
- 리디아 헐 - 크리스
- 타일러 존 올슨 - 대릴
- 리치 챈스 - 존
- 린지 펠라스 - 스테퍼니